# Al-Hilal Benghazi
Der Al-Hilal Sports, Cultural and Social Club (arabisch نادي الهلال الرياضي الثقافي الاجتماعي, DMG Nādī al-Hilāl ar-Riyāḍī aṯ-ṯaqāfī al-iǧtimāʿī), meist Al-Hilal Benghazi genannt, ist ein libyscher Fußballklub mit Sitz in der Hafenstadt Bengasi im Osten des Landes.

## Erfolge
- Libysche Meisterschaft
  - Vizemeister: 1965, 2000
- Libyscher Pokal  (1)
  - Pokalsieger: 2002
  - Finalist: 1977, 1998, 2004, 2017, 2018

## Statistik in den CAF-Wettbewerben
| Wettbewerb                    | Runde    | Gegner           | Hinspiel | Rückspiel |  |
| ----------------------------- | -------- | ---------------- | -------- | --------- |  |
|                               |          |                  |          |           |  |
| African Cup Winners’ Cup 2001 | 1. Runde | FAR Rabat        | 0:2 (A)  | 1:0 (H)   |  |
| CAF Confederation Cup 2011    | 1. Runde | WA Tlemcen       | 1:2 (A)  | 1:0 (H)   |  |
|                               | 2. Runde | Wydad Casablanca | 2:2 (H)  | 0:4 (A)   |  |

## Rivalitäten
Die wichtigsten Spiele im Kalenderjahr sind die Begegnungen gegen die Stadtrivalen Al-Nasr Benghazi und Al-Ahli Benghazi. 